# Johnny Windhurst

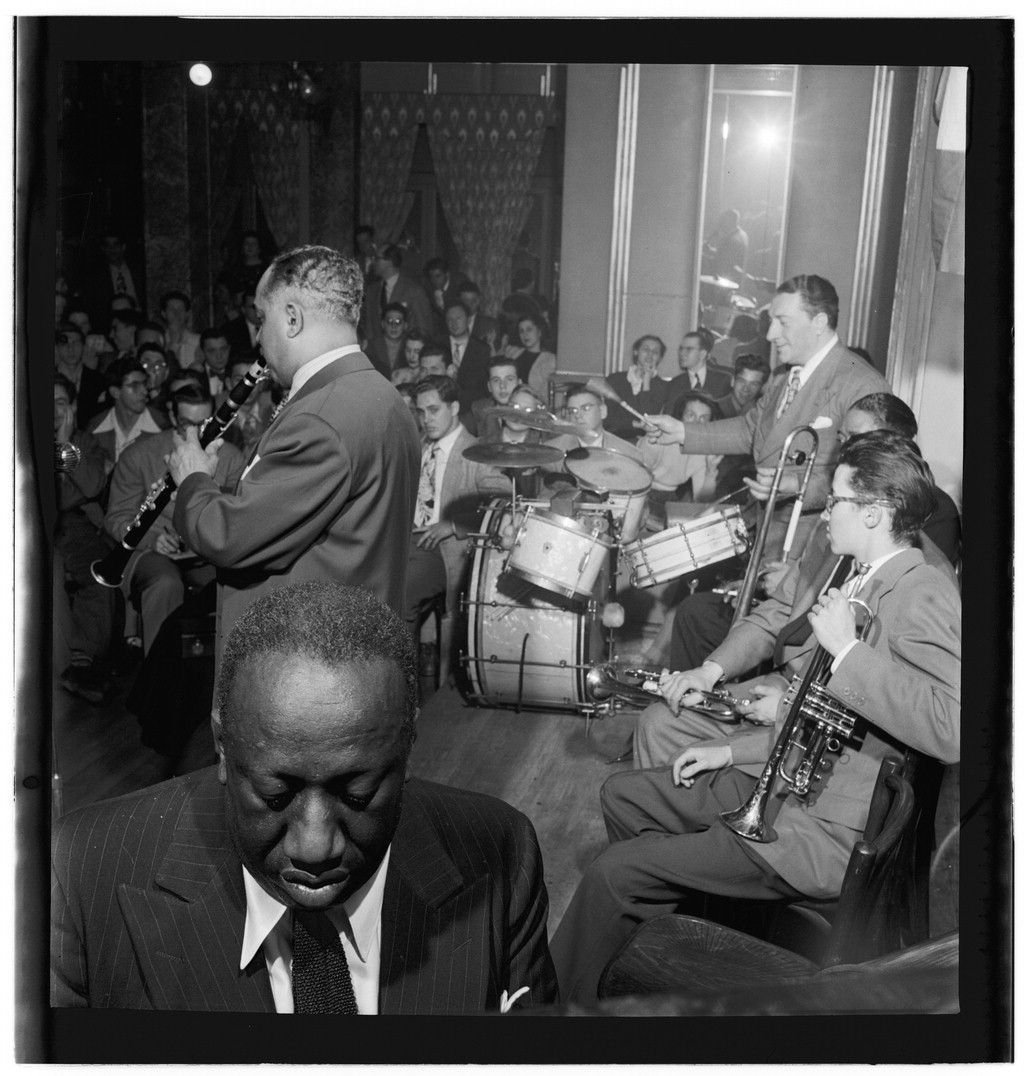
Johnny Windhurst

Johnny Windhurst (New York, 5 november 1926 - Poughkeepsie, 2 oktober 1981) was een jazz-trompettist.
Windhursts muzikale loopbaan kwam in een stroomversnelling toen hij in het voorjaar van 1945 door Sidney Bechet werd uitgenodigd met hem in Savoy Cafe in Boston te spelen, als vervanging van Bunk Johnson. Hierna speelde hij met Art Hodes en James P. Johnson tijdens het Jazz at Town Hall-concert in 1946 en in de jaren erna werkte hij met onder meer Edmond Hall, Louis Armstrong, Nappy Lamare en Eddie Condon. In de jaren vijftig nam hij op met Ruby Braff, zangeres Barbara Lea, Jack Teagarden en Lee Wiley. Hoewel hij af en toe een eigen groep had (in Ohio en Boston) heeft hij maar één album als leider opgenomen, een hardbop-plaat in 1956. 

## Discografie (selectie)
als leider:
- Jazz at Columbus Avenue, Transition Records, 1956 (EMI Music Japan, 2012)